# محمد أكمل
محمد أكمل هو باحث إسلامي من باكستان. وهو مفتي يعمل مديرًا لمدرسة أكاديمية الفرقان بكراتشي، التي أسسها في عام 2006.

## السيرة الذاتية
ولد 7 مايو 1968م في كراتشي، باكستان. حصل على التعليم المعاصر في كراتشي وأكمل تعليمه في الهندسة الكيميائية.